# Japonska Formula 2000 sezona 1977
Japonska Formula 2000 sezona 1977 je bila peto prvenstvo Japonske Formule 2000, ki je potekalo med 6. marcem in 6. novembrom 1977. 

## Koledar dirk
| Št                         | Dirkališče | Država   | Datum         | Krogi | Razdalja         | Čas        | Hitrost | Zmagovalec          | Pole                | Najh. krog        |
| -------------------------- | ---------- | -------- | ------------- | ----- | ---------------- | ---------- | ------- | ------------------- | ------------------- | ----------------- |
| Big 2&4 Race               | Suzuka     | Japonska | 6. marec      | 28    | 6.000=168 km     | 56'54.6    |         | Kunimitsu Takahashi | Kazuyoshi Hoshino   |                   |
| Diamond Trophy             | Suzuka     | Japonska | 3. april      | 30    | 6.000=180 km     | 1.01'06.7  |         | Kazuyoshi Hoshino   | Kazuyoshi Hoshino   | Kazuyoshi Hoshino |
| Nishinihon F.Champion Race | Mine       | Japonska | 1. maj        | 55    | 2.821=155,155 km | 1.06'42.3  |         | Kunimitsu Takahashi | Kunimitsu Takahashi |                   |
| Suzuka Formula Champion    | Suzuka     | Japonska | 22. maj       | 30    | 6.000=180 km     | 1.12'05.3  |         | Masahiro Hasemi     | Kazuyoshi Hoshino   |                   |
| Fuji GP                    | Fuji       | Japonska | 5. junij      | 50    | 4.359=217,95 km  | 1.06'10.93 |         | Kazuyoshi Hoshino   | Kazuyoshi Hoshino   |                   |
| Fuji F.Champion            | Fuji       | Japonska | 7. avgust     | 40    | 4.300=172 km     | 52'36.51   |         | Kazuyoshi Hoshino   | Kazuyoshi Hoshino   |                   |
| Great 20 Racers            | Suzuka     | Japonska | 25. september | 30    | 6.000=180 km     | 1.13'35.53 |         | Kunimitsu Takahashi | Kazuyoshi Hoshino   |                   |
| Gran Premio della JAF      | Suzuka     | Japonska | 6. november   | 35    | 6.000=210 km     | 1.18'44.33 |         | Riccardo Patrese    | Kazuyoshi Hoshino   |                   |

## Rezultati

### Dirkači
| Mesto | Dirkač               | Država   | Moštvo                      | Šasija  | Motor         | Japonska | Japonska | Japonska | Japonska | Japonska | Japonska | Japonska | Japonska | Toč      |  |
| ----- | -------------------- | -------- | --------------------------- | ------- | ------------- | -------- | -------- | -------- | -------- | -------- | -------- | -------- | -------- | -------- |  |
| 1     | Kazuyoshi Hoshino    | Japonska | Heroes Racing               | Nova    | BMW           | 12       | 20       | -        | 15       | 20       | 15       | 0        | 20       | 90 (102) |  |
| 2     | Kunimitsu Takahashi  | Japonska | Speedstar Racing            | March   | BMW           | 20       | 10       | 15       | 12       | 15       | 10       | 20       |          | 87 (117) |  |
| 2     | Kunimitsu Takahashi  | Japonska | Speedstar Racing            | Nova    | BMW           |          |          |          |          |          |          |          | 15       | 87 (117) |  |
| 3     | Satoru Nakajima      | Japonska | Heroes Racing               | Nova    | BMW           | 12       | 0        | -        | 1        | 8        | 12       | 12       | 10       | 52 (53)  |  |
| 4     | Masahiro Hasemi      | Japonska | Kojima Engineering          | March   | BMW           | -        |          |          |          |          |          |          |          | 46       |  |
| 4     | Masahiro Hasemi      | Japonska | Kojima Engineering          | Kojima  | BMW           |          |          |          | 20       | 12       |          |          |          | 46       |  |
| 4     | Masahiro Hasemi      | Japonska | Kojima Engineering          | Chevron | BMW           |          |          |          |          |          | 0        | 10       | 4        | 46       |  |
| 4     | Masami Kuwashima     | Japonska | Sakai Racing                | Nova    | BMW           | 8        | 15       | -        | 0        | 0        | 8        | 3        | 12       | 46       |  |
| 6     | Noritake Takahara    | Japonska | Takahara Racing             | Nova    | BMW           | 0        | 0        | -        | 10       | 10       | 6        | 8        | 6        | 40       |  |
| 7     | Kenji Takahashi      | Japonska | privatnik                   | March   | BMW           | 0        | 3        | 0        | 0        | 6        | 4        | 15       | 8        | 36       |  |
| 8     | Motoharu Kurosawa    | Japonska | Turney Racing Team          | March   | BMW           | 15       | 12       | -        | 8        | 0        | -        | 0        | -        | 35       |  |
| 9     | Keiji Matsumoto      | Japonska | Matsumoto Racing Union      | March   | BMW           | 4        | 8        | 10       | 6        | 2        | 0        | 4        | 0        | 32 (34)  |  |
| 10    | Hisayoshi Mitsuhashi | Japonska | Racing Team Combat          | March   | BMW           | 6        | 6        | -        | 0        | 4        | 0        | -        | -        | 16       |  |
| 11    | Kuniomi Nagamatsu    | Japonska | privatnik                   | Chevron | BMW           | -        | -        | 12       | 3        | 0        | -        | -        | -        | 15       |  |
| 12    | Jiro Yoneyama        | Japonska | Jiro Yoneyama Racing        | Surtees | Ford Cosworth | 0        | 0        | 4        | 0        | 0        | 0        | 6        | 1        | 11       |  |
| 13    | Tetsu Ikuzawa        | Japonska | Tetsu Ikuzawa International | Chevron | BMW           | 3        | 2        | -        | 4        | 0        | 0        | -        | 2        | 11       |  |
| 14    | Moto Kitano          | Japonska | Hot Stuff racing            | March   | BMW           | -        | -        | 8        | 0        | 0        | -        | -        | -        | 8        |  |
| 15    | Kiyoshi Misaki       | Japonska | privatnik                   | Brabham | Ford Cosworth | -        | -        | 6        | -        | -        | -        | -        | -        | 6        |  |
| 16    | Nico Nicole          | Nemčija  | JAX Racing Team             | March   | BMW           | 1        | 4        | -        | 0        | 1        | -        | -        | -        | 6        |  |
| 17    | Haruito Yanugida     | Japonska | Central 20 Racing           | March   | BMW           | -        | -        | -        | -        | 3        | -        | -        | -        | 3        |  |
| 18    | Takao Wada           | Japonska | privatnik                   | Nova    | Nissan        | -        | -        | -        | -        | -        | -        | -        | 3        | 3        |  |
| 19    | Kenichi Takeshita    | Japonska | privatnik                   | March   | BMW           | 2        | -        | -        | -        | -        | -        | -        | -        | 2        |  |
| 20    | Nahoiro Fujita       | Japonska | privatnik                   | Nova    | BMW           | 0        | 0        | -        | 2        | 0        | -        | 0        | 0        | 2        |  |
| 21    | Fumiyasu Satoh       | Japonska | privatnik                   | March   | BMW           | -        | -        | -        | -        | -        | -        | 2        |          | 2        |  |
| 21    | Fumiyasu Satoh       | Japonska | privatnik                   | Chevron | Toyota        |          |          |          |          |          |          |          | 0        | 2        |  |
| 22    | Takahashi Yorino     | Japonska | privatnik                   | March   | BMW           | -        | 1        | -        | -        | -        | -        | -        | -        | 1        |  |